# Krakau, Steiermark
Krakau är en kommun i  distriktet Murau i förbundslandet Steiermark i Österrike. Kommunen bildades 1 januari 2015 genom en sammanslagning av kommunerna Krakaudorf, Krakauhintermühlen och Krakauschatten. Huvudort i kommunen är Krakaudorf.
Kommunen består av tre orter (Ortschaften) (inom parentes invånarantal 1 januari 2024):
- Krakaudorf (604)
- Krakauhintermühlen (477)
- Krakauschatten (273)